# 峨眉电影集团
峨眉电影集团（英語：Emei Film Group）简称峨影集团，是一家中国电影制片公司，也是中国六大国有电影集团之一。位于四川省成都市青羊区清江东路360号，前身是峨眉电影制片厂。

## 历史
1958年7月27日，四川电影制片厂筹备处成立，次年7月1日正式挂牌成立峨眉电影制片厂，此后逐渐发展成为中国西南地区最重要的电影制作机构。峨眉电影集团现包括峨眉电影制片厂、四川省电影公司、峨眉电影频道、四川峨影投资有限公司等下属企业。

## 历任厂长
- 朱丹南（1958—？）
- 李法贺（军管会主任）
- 李映青（？—1976）
- 杜天文（1976—1984）
- 滕进贤（1984—1987）
- 吴宝文（1987—1997）
- 李康生（1997—2010）
- 何世平（2010—2017）
- 韩梅（2017—）

## 代表作品
- 《嘉陵江边》
- 《观音山》
- 《天上的菊美》
- 《红衣少女》
- 《焦裕禄》
- 《被告山杠爷》
- 《鸦片战争》